# سوخت هسته‌ای

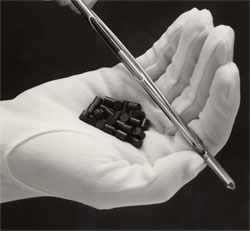

سوخت هسته‌ای به موادی گفته می‌شود که می‌توان از آن‌ها برای تولید انرژی هسته‌ای استفاده کرد. تاکنون رایج‌ترین سوخت هسته‌ای، مواد شکافت‌پذیر مانند اورانیوم و پلوتونیوم بوده‌اند که از چرخه سوخت هسته‌ای به دست می‌آیند. برخی مواد مانند دوتریوم و تریتیوم و هلیوم۳ که در فرایند همجوشی هسته‌ای بکار می‌روند نیز به عنوان سوخت هسته‌ای در نظر گرفته شده‌اند.

## تولید سوخت هسته ای
برای تولید سوخت هسته‌ای اورانیوم غنی شده به یک کارخانه تولید سوخت منتقل شده و در آنجا به پودر اورانیوم دی‌اکسید تبدیل می‌شود. در مرحله بعد این پودر فشرده می‌شود تا گلوله‌های سوخت کوچکی ایجاد شود و برای تولید ماده سرامیکی سخت گرم می‌شود.
سوخت هسته‌ای برای اولین بار در سال ۱۹۰۴ توسط جیمز چدویک به وجود آمد و رفته رفته جای سوخت‌های تجدید پذیر را در سرتاسر دنیا گرفت.

## نگارخانه

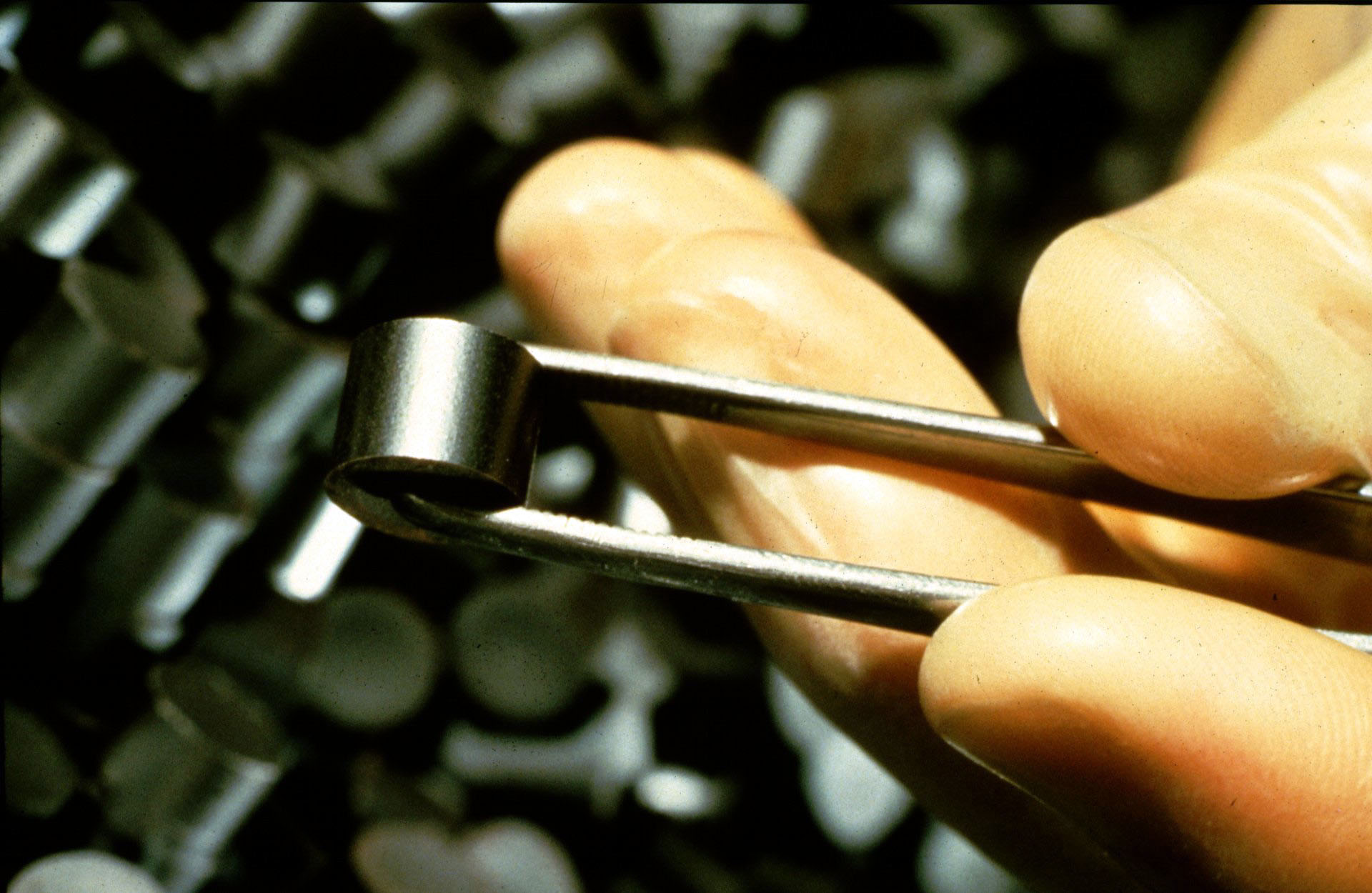
کمیسیون ساماندهی هسته‌ای (NRC) تصویر گلوله‌های سوخت پرتوتاب نشده (تازه).
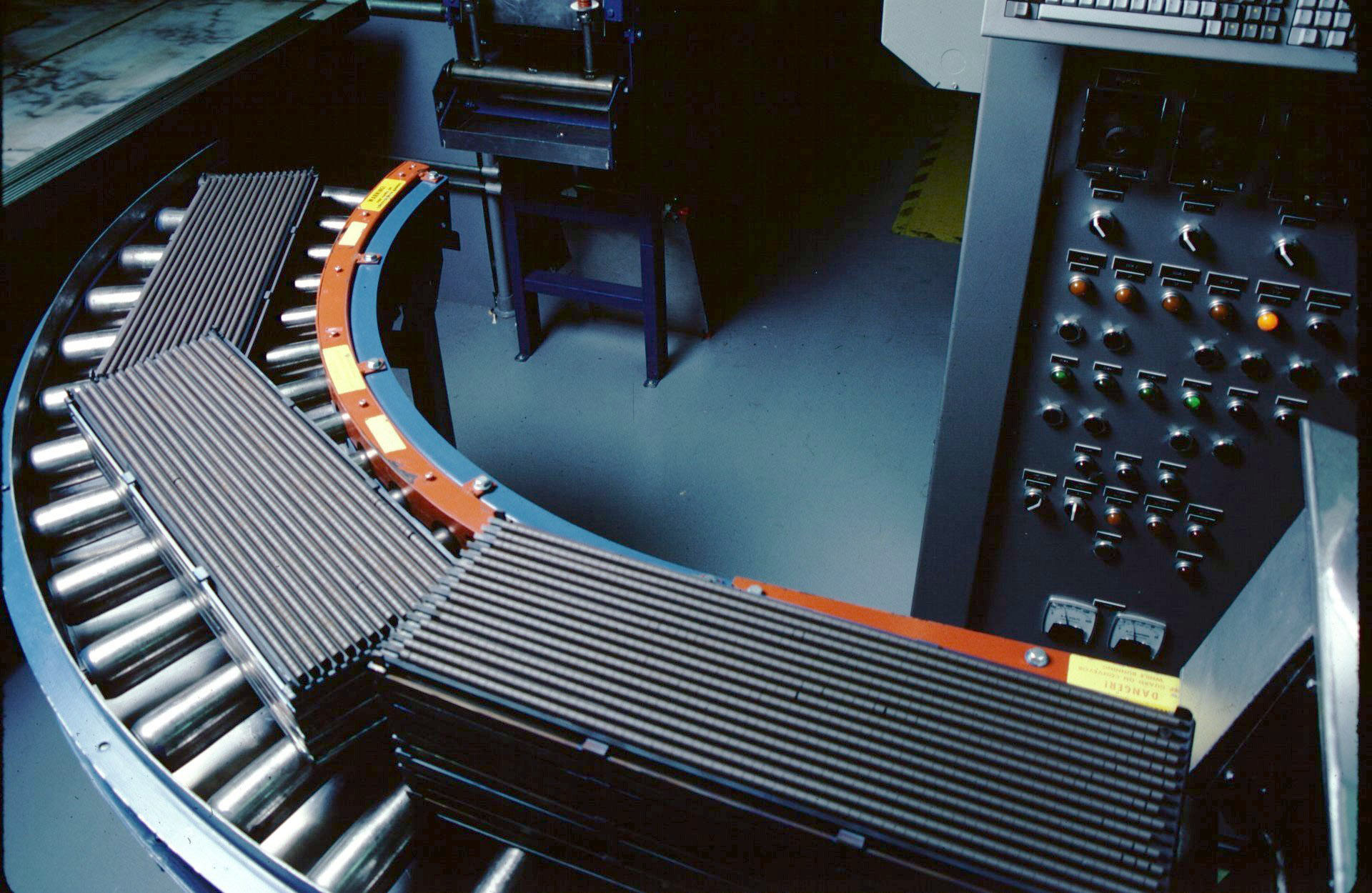
تصویر NRC از گلوله‌های سوخت تازه آماده برای مونتاژ.
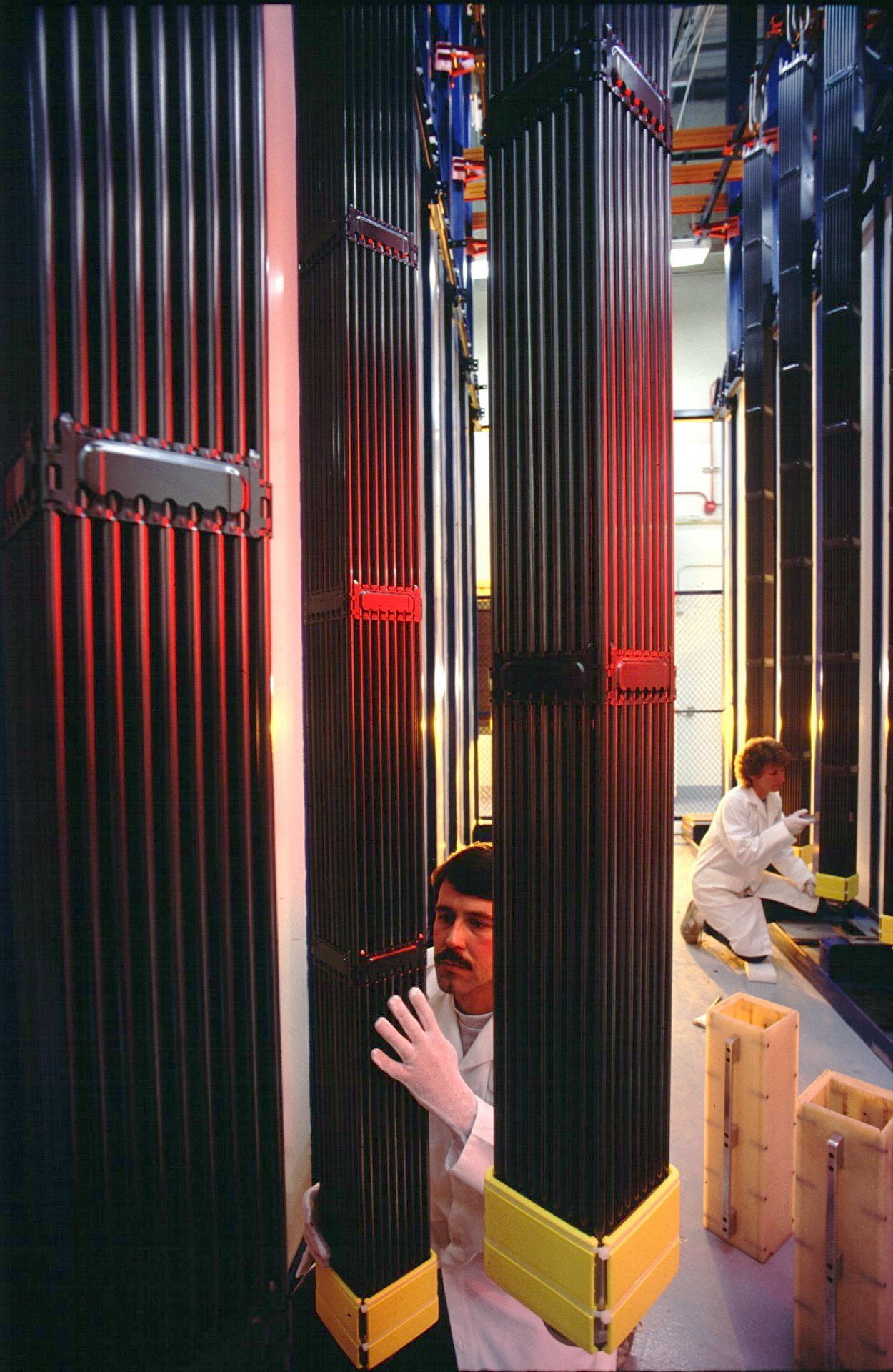
تصویر NRC از سوخت تازه در حال بازرسی.